# Pseudepione
Pseudepione là một chi bướm đêm thuộc họ Geometridae.